# Paardentrailer

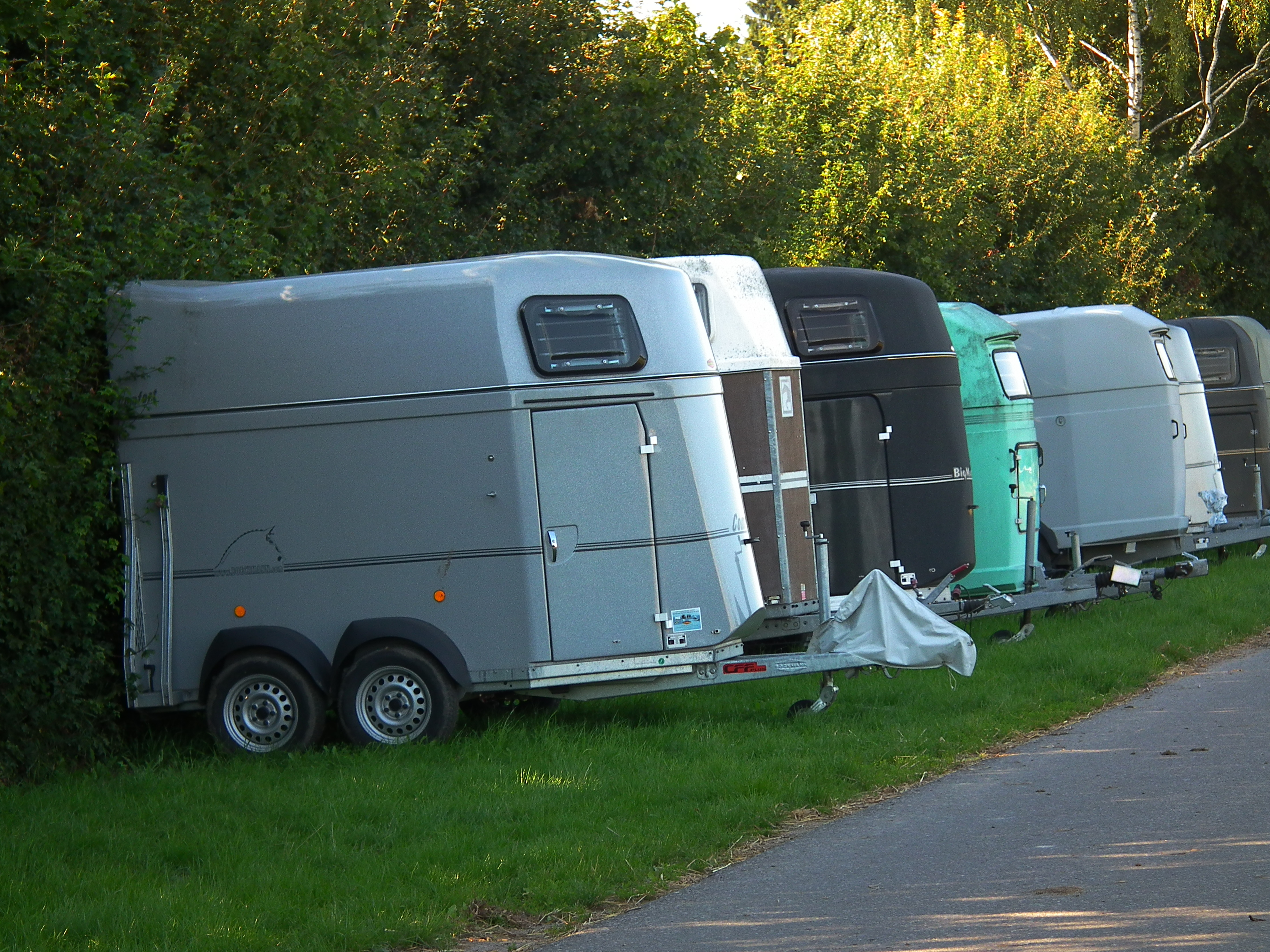
Paardentrailers

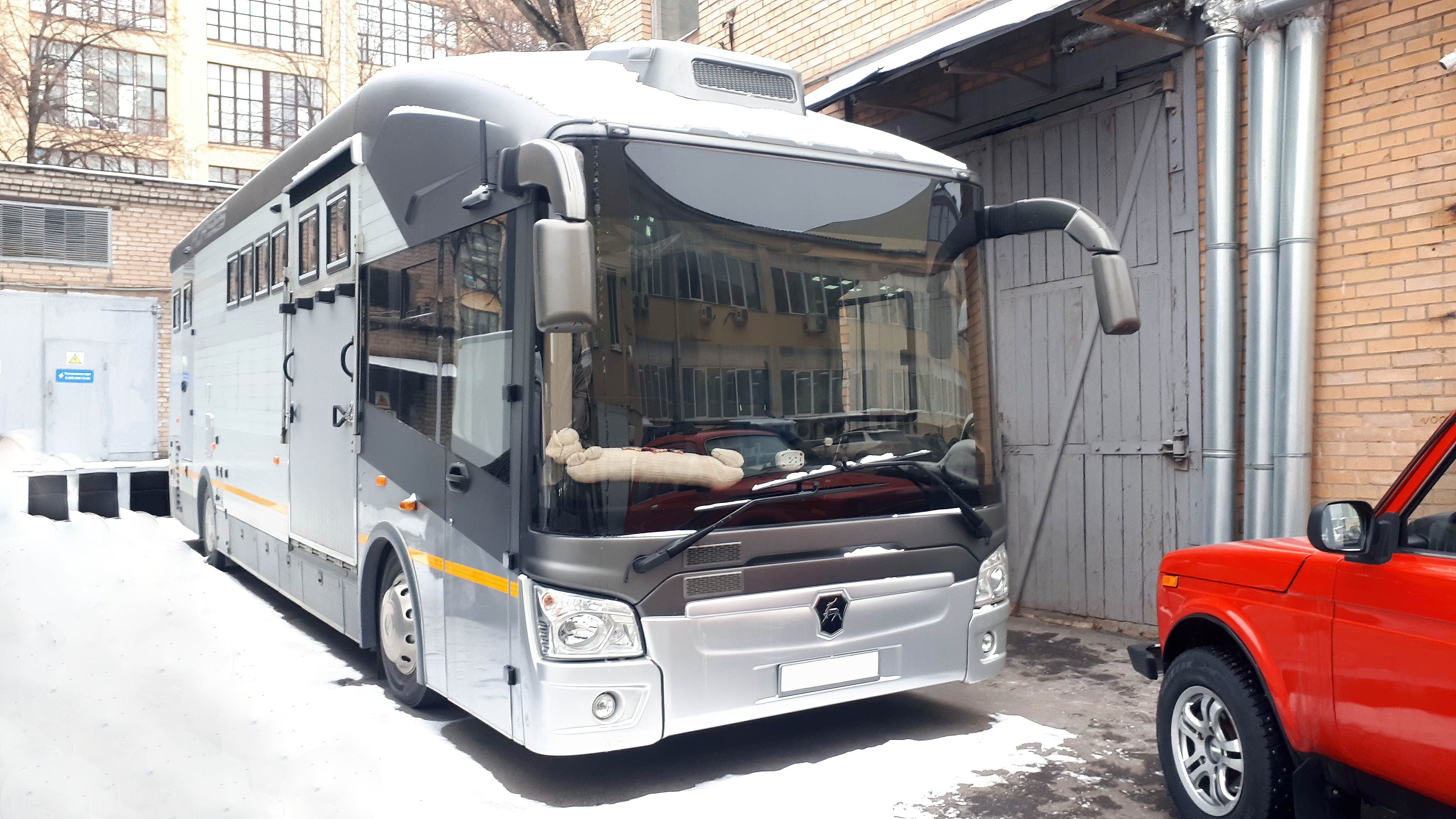
Een comfortabele paardendrager op basis van de LiAZ bus in Rusland.

Een paardentrailer is een vervoermiddel bedoeld voor het vervoeren van paarden. Een paardentrailer wordt gebruikt om paarden van een locatie naar de andere te verplaatsen. Paardentrailers zijn beschikbaar is verschillende maten. Over het algemeen passen er een tot twee paarden in een paardentrailer, maar er zijn ook ruimere modellen beschikbaar. 
Ook zijn er bijvoorbeeld voor de minipaardjes een aantal kleinere paardentrailers en paardentrailers voor een paard met veulen.

## Wetgeving
Voor de paardentrailers gelden over het algemeen dezelfde regels als bij een andere aanhangwagen. Wanneer het maximale toegestane gewicht, wat onder andere ligt aan het gewicht van de eigen auto, niet overschreden wordt, mag men de weg op met een rijbewijs B. 
Echter is voor het vervoeren van een paardentrailer vaak een rijbewijs BE nodig. De maximumsnelheid bedraagt 90 kilometer per uur in Nederland. Aanhangwagens boven de 750 kilogram zijn tevens verplicht om een kenteken te dragen.